# Gay Mitchell
Pour les articles homonymes, voir Mitchell.
Gabriel « Gay » Mitchell (né le 30 décembre 1951 à Dublin) est député européen de 2004 à 2014.  Il est homme politique irlandais et membre du Fine Gael, également un TD.